# Plaaz
Plaaz ist eine Gemeinde im Landkreis Rostock in Mecklenburg-Vorpommern (Deutschland). Die Gemeinde wird vom Amt Güstrow-Land mit Sitz in der nicht amtsangehörigen Stadt Güstrow verwaltet.

## Geografie
Die Gemeinde Plaaz zwischen den Städten Güstrow, Laage und Teterow liegt am Übergang vom Recknitz-Urstromtal zur Mecklenburgischen Schweiz. Das Gelände steigt nach Osten allmählich an und erreicht am westlichen Ausläufer des Schmooksbergs, dessen höchster Punkt bereits auf dem Gemeindegebiet von Laage liegt, über 95 m ü. NHN.
Umgeben wird Plaaz von den Nachbargemeinden Laage im Nordosten, Lalendorf im Südosten, Glasewitz und Güstrow im Südwesten, Sarmstorf im Westen sowie Kuhs im Nordwesten.
Zu Plaaz gehören die Ortsteile Mierendorf, Recknitz und Spoitgendorf, Wendorf und Zapkendorf.

## Geschichte
Plaaz, ein ursprünglich slawisch besiedelter Ort, taucht 1281 erstmals in einer Urkunde auf. Plaaz war nach dem Genealogischen Handbuch des Adels über viele Generationen mit Gut Zapkendorf verbunden. In den 1920er Jahren gab es in Plaaz drei landwirtschaftliche Betriebe mit Hofflächen von 21 ha. Bis 1963 war Plaaz ein Ortsteil der Gemeinde Zapkendorf und wurde zum 1. Januar 1964 eigenständige Gemeinde mit den Ortsteilen Wendorf und Zapkendorf.
Spoitgendorf: Gut u. a. im Besitz der Familien von Vieregge (vor 1753) und von Buch (1753–1945). Die ursprünglich aus der Mark Brandenburg stammende Familie erhielt nach einhundertjähriger Angesessenheit in Mecklenburg ihre Indigenatrechte. Bekanntester Vertreter war hier der Offizier Adolf-Friedrich von Buch, der seine Laufbahn auf der Ritterakademie am Dom zu Brandenburg begann und Inhaber von sechs Lehngütern war. Das Herrenhaus (Schloss) stammt von 1893 und wurde nach 1945 als Wohnhaus und Gaststätte genutzt.
Zapkendorf: Die genealogische Forschung geht von einer hier ansässigen Adelsfamilie von Zapkendorf aus, die im 15. Jahrhundert ausstarb. Zapkendort-Ort ging an den Knappen Curdt von Nortmann. Der Ort mit Rittergut wurde später Hauptsitz der Familie von Buch. Für Zapkendorf-Plaaz bildete sich eine eigene Familienlinie von Buch heraus. Christian-Vollrath George von Buch (1731–1782), verheiratet mit Philippine von Oertzen-Blumenow erwirbt das Gut 1753. Ihnen folgen die Nachfahren Adolf Friedrich von Buch mit Friederike von Gamm, Emil von Buch mit Auguste von Amberg sowie Friedrich von Buch-Zapkendorf (1845–1921) mit Elisabeth von Podewils. Die Familie von Buch galt um 1900 als gut situiert und ist ohne nähere Angaben im Jahrbuch der Millionäre aufgeführt.  Letzter Grundbesitzer auf Wendorf sowie Zapkendorf mit Plaaz war der Major Emil von Buch-Zapkendorf. Er war Kommendator der Mecklenburgischen Genossenschaft des Johanniterordens und mit Margerethe von Behr-Greese (1875–1958) liiert. Die Gutsbesitzerfamilie zog nach der Bodenreform 1945 nach Niedersachsen.

### Eingemeindungen
Recknitz wurde am 1. Januar 2005 eingemeindet.

## Politik

### Gemeindevertretung und Bürgermeister
Der Gemeinderat besteht (inkl. Bürgermeisterin) aus 8 Mitgliedern. Die Wahl zum Gemeinderat am 26. Mai 2019 hatte folgende Ergebnisse:
| Partei/Bewerber             | Prozent | Sitze |
| --------------------------- | ------- | ----- |
| CDU                         | 26,53   | 2     |
| Einzelbewerberin Schöpperle | 17,46   | 1     |
| Einzelbewerber Jonas        | 13,18   | 1     |
| Einzelbewerber Gütschow     | 12,09   | 1     |
| Einzelbewerber Walm         | 7,39    | 1     |
| Einzelbewerber Blohm        | 6,47    | 1     |
| Einzelbewerber Doliwa       | 5,46    | 1     |

Bürgermeisterin der Gemeinde ist Sigrid Schöpperle, sie wurde mit 54,41 % der Stimmen gewählt.

## Sehenswürdigkeiten
- Frühgotische Dorfkirche Recknitz als Feldsteinkirche aus der Mitte des 13. Jahrhunderts; spätere Ergänzungen aus Backstein. Der obere Turmteil wurde als Holzfachwerk ergänzt und er hat ein Krüppelwalmdach.
- Großsteingrab zwischen Plaaz und Diekhof
- Gutshaus (Herrenhaus) Spoitgendorf: Neogotischer, sanierter, 2 und 3-gesch., gelber Ziegelbau von 1893 nach Plänen von Gotthilf Ludwig Möckel; heute touristische Nutzung.

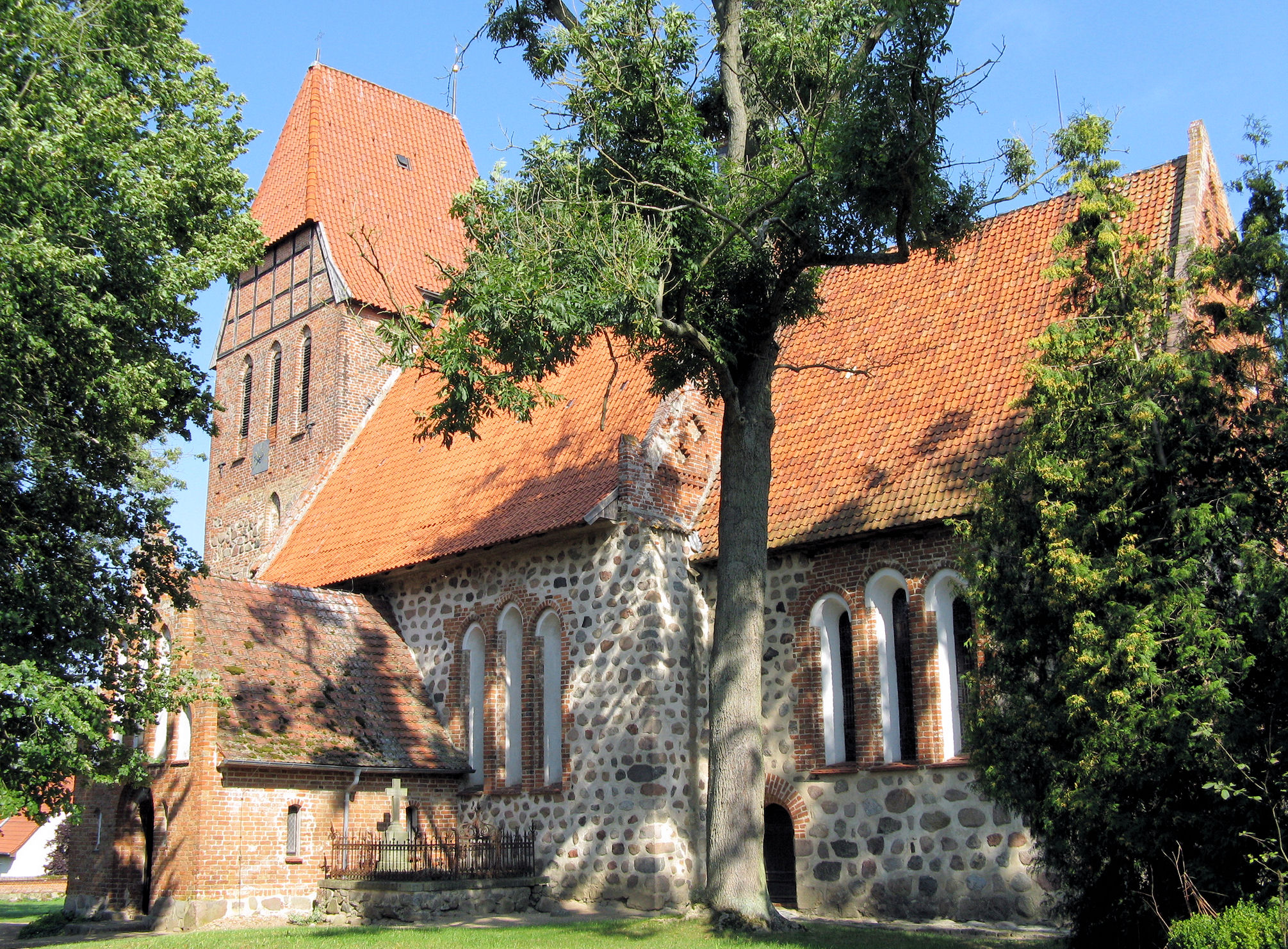
Dorfkirche in Recknitz
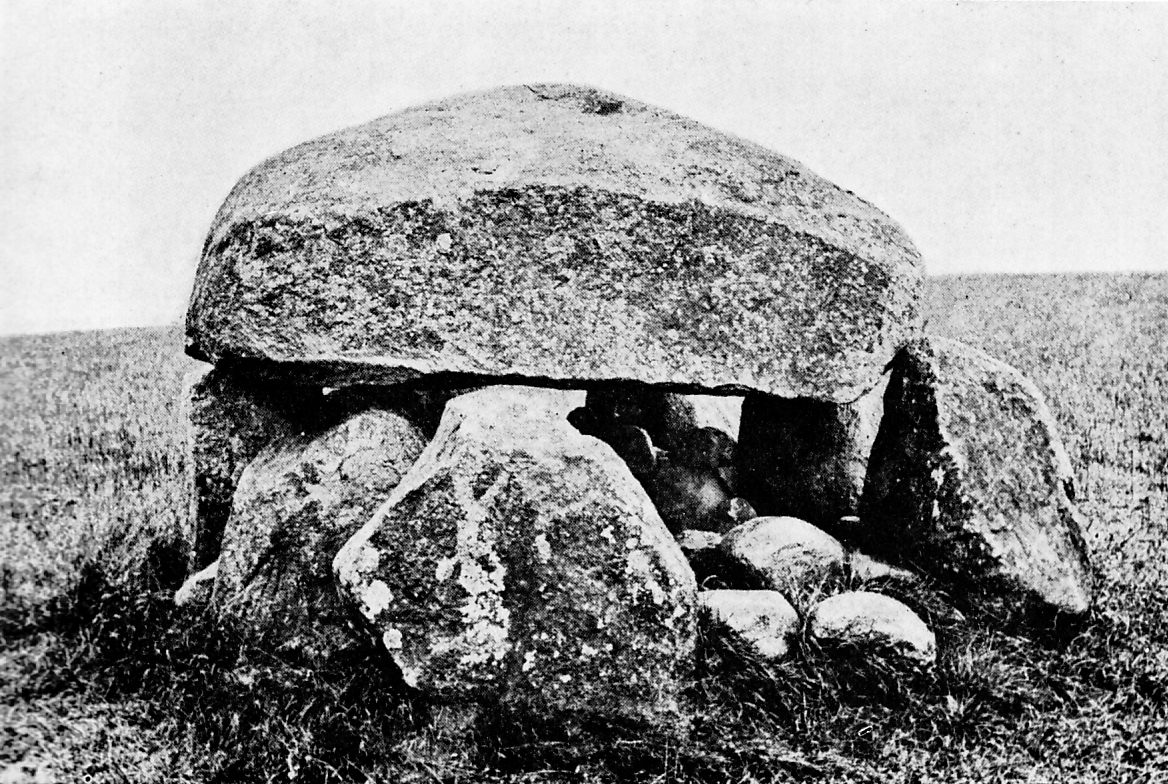
Großsteingrab

## Verkehrsanbindung

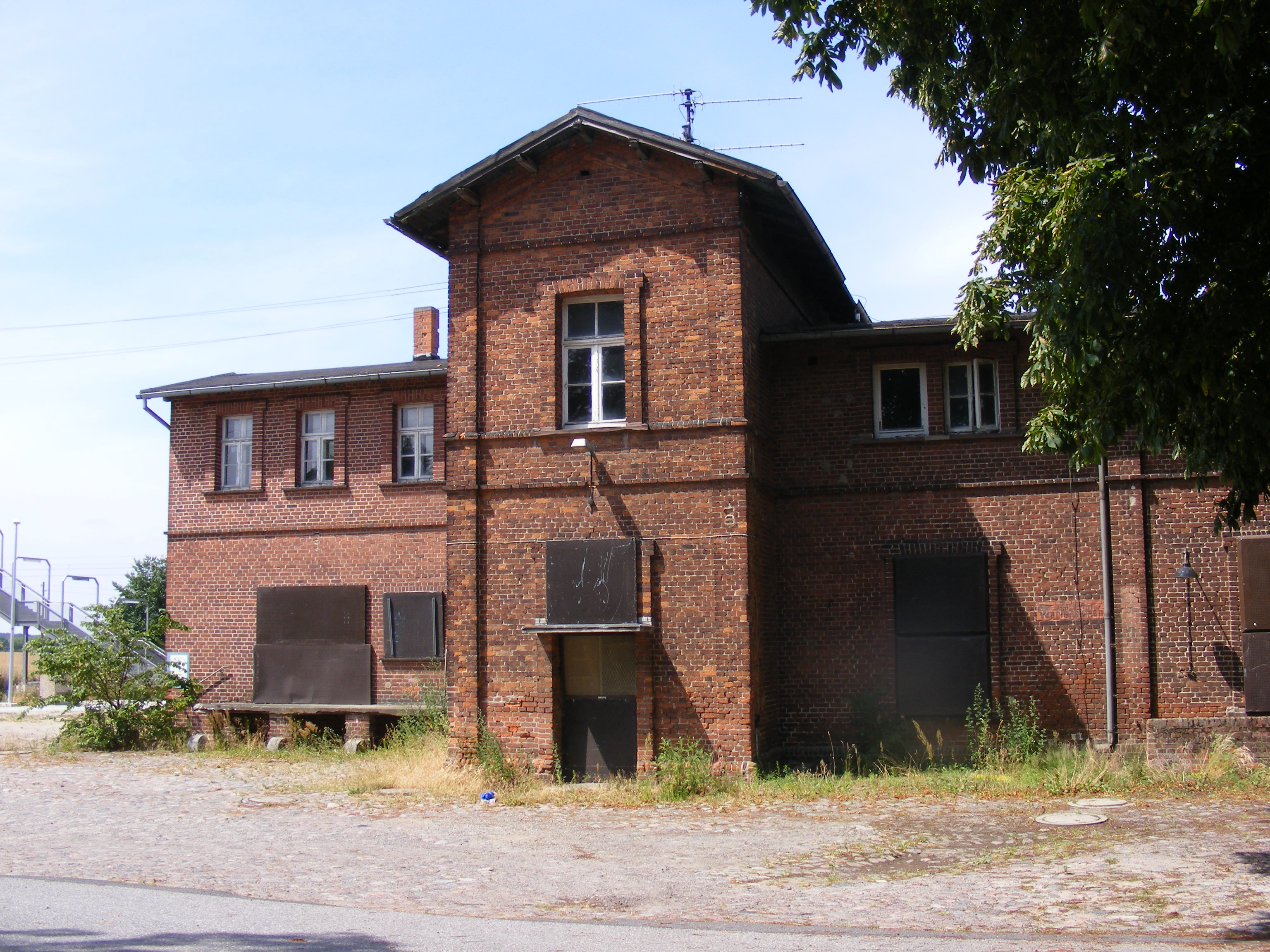
Bahnhof Plaaz

Westlich von Plaaz verläuft die Autobahn 19 von Berlin nach Rostock (Anschlussstelle Glasewitz). Beim Ortsteil Spoitgendorf im Süden liegt die Tank & Rastanlage Recknitzniederung. Durch das Gemeindegebiet führt eine Verbindungsstraße von Güstrow zur B 108.
Plaaz besitzt einen Bahnhof an den Bahnstrecken Rostock–Neustrelitz und Plaaz–Güstrow. Er wird montags bis freitags alle Stunde, am Wochenende alle zwei Stunden von den Zügen der S3 der S-Bahn Rostock, in der Relation Rostock – Laage – Güstrow bedient.

## Persönlichkeiten
- Ludwig August von Buch (1801–1845), Diplomat und Gesandter
- Paul Babendererde (1883–1959), deutscher Verlagsbuchhändler
- Uwe Johnson (1934–1984), Schriftsteller, lebte nach dem Ende des Zweiten Weltkrieges einige Zeit in Recknitz

## Belege
1. ↑  Statistisches Amt M-V – Bevölkerungsstand der Kreise, Ämter und Gemeinden 2023 (XLS-Datei) (Amtliche Einwohnerzahlen in Fortschreibung des Zensus 2011) (Hilfe dazu).
2. ↑  Ernst Seyfert, Hans Wehner, W. Baarck: Niekammer’s Landwirtschaftliches Güter-Adreßbücher, Band IV, Mecklenburg-Schwerin und - Strelitz. Amt Güstrow. In: Niekammer (Hrsg.): Letzte Ausgabe. 4. Auflage. Band IV. Niekammer’s Güter-Adreßbuch, Leipzig 1928, S. 40 (g-h-h.de [abgerufen am 12. August 2022]).
3. ↑  Gustav von Lehsten: Der Adel Mecklenburgs seit dem landesgrundgesetzlichen Erbvergleiche (1775). In: Der Adel Mecklenburgs. Buch. Johann Gottfried Tiedemann, Rostock 1864, S. 41 (google.de).
4. ↑  Gothaisches Genealogisches Taschenbuch der Adeligen Häuser. 1941. A (Uradel). 40. Auflage. Buch, Adolf Friedrich von Buch. Justus Perthes, Gotha November 1940, S. 87–88 (google.de).
5. ↑  Sebastian Joost: Wege durch die Jahrhunderte. Die Adelsfamilie Vieregge, Vieregg, Viereck. In: Familienchronik. Online-Ressource Auflage. In der neuen Zeit, Ahnen und Erbschaften. Kohlhammer Verlag, Stuttgart 2020, ISBN 978-3-17-036761-6, S. 34–36 (google.de).
6. ↑  Gothaisches Genealogisches Taschenbuch der Uradeligen Häuser. Der in Deutschland eingeborene Adel (Uradel). 1912. In: „Der Gotha“. 13. Auflage. Stammreihe. Justus Perthes, Gotha November 1911, S. 175–177 (Textarchiv – Internet Archive).
7. ↑  Walter von Leers: Die Zöglinge der Ritterakademie zu Brandenburg a. H. 1705–1913. In: Verein der ehemaligen Zöglinge der Ritterakademie zu Brandenburg a. H. (Hrsg.): Alumnats-und Schülerverzeichnis. Band I, Zögling von Buch, Adolf Friedrich-No.: 640. Selbstverlag. Druck P. Riemann, Belzig / Ludwigslust 1913, S. 121 (staatsbibliothek-berlin.de).
8. ↑  Albert Johannesson (Hrsg.): Deutsches Millionär-Adressbuch. B, von Buch, A. Rbs. Zapkendorf b. Glasewitz, Mcklbg. Alb. Johannesson (Inh. Paul Grund). Selbstverlag des Ersten Berliner Reclame-Bureau, Centralstelle für die Verbreitung von Drucksachen, Berlin 1894, S. 31 (uni-duesseldorf.de).
9. ↑  Mecklenburgische Genossenschaft der Balley Brandenburg des Ritterlichen Ordens St. Johannis vom Spital zu Jerusalem (Hrsg.): Mecklenburgische Genossenschaft des Johanniterordens 1861–2011. Druck-und Verlagsgesellschaft Rudolf Otto, Berlin 2011, S. 78–203.
10. ↑  StBA: Gebietsänderungen vom 01.01. bis 31.12.2005
11. ↑  Wahlergebnisse Gemeindevertretung. (PDF; 3,9 MB) amt-guestrow-land.de
12. ↑  Wahlergebnisse Bürgermeisterwahl. (PDF; 2,1 MB) amt-guestrow-land.de